# Thor: De Legende van Walhalla
Thor: De Legende van Walhalla (IJslands: Hetjur Valhallar - Þór; Engels: Legends of Valhalla: Thor) is een IJslandse komische digitale animatiefilm, geproduceerd in 2011. Het verhaal is gebaseerd op de verhalen over Thor, de god van de donder uit de Noordse mythologie. 

## Verhaal
De film vertelt het verhaal over de jonge smid Thor die een gelukkig leven leidt, samen met zijn alleenstaande moeder in een klein en rustig dorpje. De legende wil dat Thor de zoon is van Odin, de koning der goden. De mensen uit zijn dorp geloven dat de reuzen hun dorp daarom nooit aan zullen vallen. Ondanks dat Thor Odins zoon is, wordt het dorp aangevallen door een leger reuzen. De dorpelingen worden allemaal meegenomen door de aanvoerder van de reuzen en de koningin van de onderwereld, Hel. Thor wordt alleen achtergelaten maar trekt er met zijn magische hamer op uit om zijn vrienden te redden.

## Nederlandse stemmen
- Stephan Holwerda - Thor
- Jandino Asporaat - Hamer
- Patty Brard - Moeder
- Hero Muller - Odin
- Vajèn van den Bosch – Edda
- Veerle Dobbelaere – Hel
- Warre Borgmans - Sindri

## Nominaties & prijzen
De film werd genomineerd voor diverse prijzen:

### Edda Awards
- Best Set Design – winnaar
- Best Edit – winnaar
- Best Director – nominatie
- Best Script – nominatie
- Best Music – nominatie
- Best Sound – nominatie

### IFTA Awards
- Best Music – nominatie

### DV Cultural Awards
- Filmmaking - winnaar